# 로렌스 차더톤

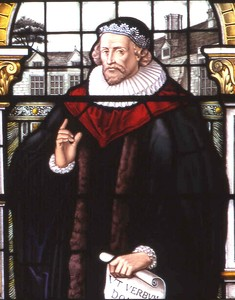
로렌스 차더톤

로렌스 차더톤(Laurence Chaderton; 1536년 - 1640년)은 영국의 청교도이며, 임마누엘 칼리지 (케임브리지 대학교)의 초대 학장이었다.
킹 제임스 성경 번역에 참가하였다.

## 생애
1564년에 크라이스츠 칼리지에 입학하였다. 그곳에서 개혁주의 신앙을 받아들여서 그의 아버지로부터 받은 가톨릭 교육을 떠났다. 윌리암 퍼킨스의 개인 교사로 그와 평생 동료로 함께 하였다. 퍼킨스와 차더톤은 리처드 그린햄, 리처드 로저스와 만나서 케임브리지 대학교를 청교도의 요람으로 만들었다.